# 11431 Karelbosscha
11431 Karelbosscha là một tiểu hành tinh vành đai chính với chu kỳ quỹ đạo là 2039.0558492 ngày (5.58 năm).
Nó được phát hiện ngày 13 tháng 5 năm 1971.